# 73 a. C.
El año 73 a. C. fue un año del calendario romano prejuliano. En el Imperio romano, fue conocido como el año 681 Ab Urbe condita.

## Acontecimientos
- Espartaco se subleva, comenzando la tercera guerra servil.
- Durante este año y el siguiente, siguen combatiendo Pompeyo y Q. Cecilio Metelo Pío en la guerra contra Sertorio. Derrota de Perpenna.[1]

## Nacimientos
- Herodes I el Grande, rey de Judea, Galilea, Samaria, e Idumea (40 a. C. - 4 a. C.).